# American Flyer
A American Flyer, fundada em 1910, foi a primeira fábrica de brinquedos dos Estados Unidos a produzir artefatos de ferromodelismo, a maioria em escala S (1/64).

## Histórico
Apesar de muito conhecida por seus modelos em escala S da década de 1950, fabricados pela Flyer como uma divisão da A. C. Gilbert Company, a empresa começou de maneira independente cerca de 50 anos antes. O fabricante de brinquedos de Chicago, William Frederick Hafner desenvolveu um motor com mecanismo de relógio para seus carros de brinquedo em 1901, quando trabalhava para uma companhia chamada Toy Auto Company. Segundo as memórias do filho de William Hafner, John, ele desenvolveu um modelo sobre trilhos na escala O em 1905.
Um amigo de Hafner, William Ogden Coleman, obteve o controle da Edmonds-Metzel Hardware Company, uma fabricante de ferramentas de Chicago em 1906 ou 1907. Hafner e Coleman começaram então, a produzir trens  de brinquedo usando o excesso de capacidade da fábrica, conseguindo $ 15.000 em pedidos. Em 1907, dois varejistas: G. Sommers & Co. e Montgomery Ward, estavam vendendo trens da Edmonds-Metzel. Em 1908 a Edmonds-Metzel adotou a marca American Flyer para seus trens, e em 1910, depois de sair do negócio de ferramentas, alterou seu nome para American Flyer Manufacturing Company.

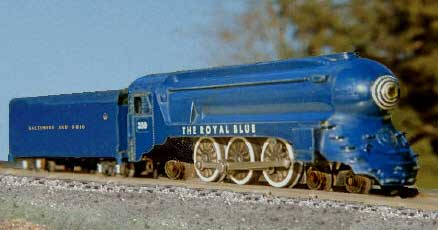
Modelo em Escala S da locomotiva Classe Pacific, uma locomotiva "4-6-2" projetada por Otto Kuhler em 1937, fabricada pela American Flyer no início da década de 1950.

A companhia cresceu rapidamente, porém o sucesso nos negócios, gerou problemas no relacionamento entre Hafner e Coleman, fazendo com que Hafner deixasse a companhia em 1913 para criar a Hafner Manufacturing Company, que comercializou uma linha de trens chamada Overland Flyer. A Sommers imediatamente deixou de comercializar os trens da American Flyer em favor da marca de Hafner. A empresa de Hafner sobreviveu como fabricante de trens movidos à mecanismo de relógio até 1951, quando ele a vendeu para a All Metal Products Company.
O mercado da American Flyer aumentou muito durante a Primeira Guerra Mundial, que praticamente destruiu as fábricas alemãs que dominavam o mercado de trens de brinquedo nos Estados Unidos. Nesse período, a American Flyer reformulou sua linha de produtos, incluindo nela: modelos de bicicletas e motocicletas, segmentou seu mercado criando linhas de produtos de preços mais baixos e mais altos, além de começar a abandonar os desenhos de William Hafner.
Em 1918, a American Flyer introduziu seu primeiro trem elétrico em escala O. No mesmo ano, William Coleman morreu e seu filho William Ogden Coleman, Jr. assumiu a empresa. Em 1925, a American Flyer começou a oferecer trens de bitola mais larga a um preço maior, tentando competir com a Lionel Corporation. Durante a década de 1920, os negócios foram bem, tendo a Flyer comercializado mais de meio milhão de trens nos seus melhores anos, mas sofreu o impacto da grande depressão, durante a qual o foco da companhia retornou para a escala O mais econômica. Em 1928, um dos competidores da Flyer, a Ives, foi à falência. A Flyer e a Lionel juntas, adquiriram e operaram a Ives até 1930, quando a Flyer vendeu sua parte para a Lionel.

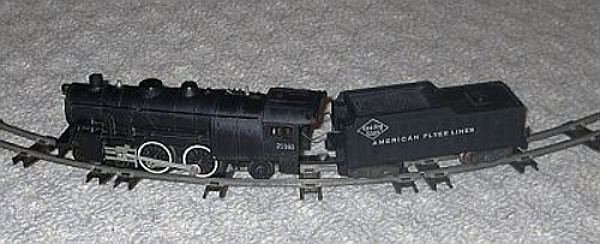
Modelo em Escala S da locomotiva Classe Atlantic, uma locomotiva "4-4-2", fabricada pela American Flyer na década de 1960. Ela descende da versão #565 em escala O.

No início da década de 1930, a Flyer lutou num mercado muito competitivo, especialmente no de produtos de menor custo. Em 1931, a Flyer anunciou que não iria produzir kits de trens elétricos por menos de $ 4,00 como seus concorrentes, mas depois de três meses lançou um trem sem transformador por $ 3,95, e em 1932, lançou um kit com transformador por $ 3,50. As vendas aumentaram, mas a companhia não era mais lucrativa. Tentativas de se expandir em outras áreas também não tiveram sucesso.
Em dezembro de 1937, a Flyer foi vendida para a A. C. Gilbert Company. de New Haven, Connecticut, que já tinha sua própria linha de trens na escala HO. Ao final da Segunda Guerra Mundial, a Gilbert retomou a produção de trens, porém introduzindo a nova escala S (1:64), além de vários outros produtos. Na década  de 1960, foi introduzido o "AMERICAN FLYER TRAINS ALL ABOARD", um sistema de ferromodelismo completo. A A.C. Gilbert foi comprada pela The Wrather, Corp. no início da década de 1960 e foi fechada em 1966. A marca American Flyer juntamente com todo o ferramental e moldes, foi vendido para a Lionel Corp.